# الأختان نوران
الأختان نوران (بالهندية: ਨੂਰਾਂ ਭੈਣਾਂ) وهما سلطانة (1992) وجيوتي (1994) اللتان يشكلان ثنائي غناء صوفي تعبدي، وهما من مدينة هوشيربور في ولاية البنجاب الهندية. ولدا في عائلة من الموسيقيين الصوفيين، وهم يؤدون نوع من الموسيقى الكلاسيكية تدعى شام شوراسيا غرانا. عرفتا رسمياً في الهند منذ عام 2012 عندما ضهرا بأغنية "Tung Tung" في قناة إم تي في الهنديّة. والتي تم تكييفها كموسيقى تصويرية في فيلم بوليوود سينغ إز بلينغ الذي صدر عام 2015.
وقد أصدرن ألبوماهن الأول عام 2015 بعنوان "Yaar Gariban Da". في نفس العام حصلوا على أول جوائز كبرى لأغنية "Patakha Guddi" في فيلم الطريق السريع بما في ذلك جائزتي Mirchi Music وهما «مغنية العام القادمة» و«مغنية (أنثى) العام».

## نشأتهما
تدربت الأختان منذ الطفولة المبكرة على يد والدهما الأستاذ غولشان مير، وهما حفيدتا المغنية الصوفية الشهيرة بيبي نوران، أما والدتهما هي المغنية الصوفية سوارن نوران والتي اشتهرت بالسبعينات. وفقًا للأب مير، كانت الأسرة تمر بأوقات عصيبة وقدم مير دروساً في الموسيقى لدعمهم. لدرجة أن الأختان لم يستطيعا حتى الحصول على تعليم ابتدائي رسمي. عندما كانت سلطانة نوران في السابعة من عمرها وجيوتي نوران في الخامسة من عمرها، اكتشف والدهما مير موهبتهما بينما كانا يلعبان في المنزل ويغنون أغنية "Kulli vichon ni yaar lab lai" من شعر بلهي شاه التي سمعوها من جدتهم، سألهم مير عما إذا كان بإمكانهم غنائها بآلات موسيقية، لقد غنوا بإيقاع نال إعجابه مع الآلات الموسيقية مثل الطبلة والقدمية.
ظهرتا الأختان نوران لأول مرة عام 2005 على محطة تلفزيون دوردارشان التابعة لمنطقة البنجاب في برنامج "Jashan Di Raat". وظهرت جيوتي نوران منفردة في برنامج "Nikki Awaz Punjab Di" على قناة MH1 البنجابية. في عام 2010 لفتا نظر مروج موسيقي في كندا وهو إقبال محل والذي ساعدهم على الأداء لجمهور أوسع. وقد نالوا أول حضور جماهيري كبير في مدينة ناكودار عام 2013. وقد نالا شرف أداء حفل عيد الميلاد 72 لمايسترو الغزل الراحل جاجيت سينغ وذلك بعد وفاته بعامين، وقذ ذهل سكان مدينة باتيالا بموهبتهما.

## حياتهما الشخصية
أدت جيوتي أغاني منفردة عدة مرات. وعندما سئلت ومن إحدى الصحفيين عن التخطيط لتولي مسيرة فنية منفردة، أجابت: «من فضلك لا تطرح ذلك، نحن نكمل بعضنا البعض».
جيوتي نوران متزوجة من كونال باسي في عام 2014. لكن والدها رفض الزواج، ورفع دعوى قضائية بشأن زواج القاصرات، لكن زعم الزوج بأن جيوتي كانت تبلغ من العمر 16 عامًا في ذلك الوقت. بعد الإجراءات القانونية، وافقت الأسرة على الزواج. ثم عمل باسي كمدير لأعمالهم. أما سلطانة فهي متزوجة ولديها ولد.